# باررس
بلدية باررس (بالإسبانية: Parres) هي بلدية تقع في منطقة أستورياس شمال غرب إسبانيا.

## الديموغرافيا
بلغ عدد سكان بلدية باررس 5.796 نسمة عام 2011 (وفقاً للمعهد الوطني للإحصاء الإسباني).
| 5.574 | 5.627 | 5.591 | 5.736 | 5.725 | 5.842 | 5.796 |